# North Cotes
North Cotes est une paroisse civile et un village du Lincolnshire, en Angleterre.